# Шакка (Сирія)
Шакка (англ. Shaqqa, араб. شقا) — поселення в Сирії, адміністративний центр друзької общини в нохії Шакка, яка входить до складу однойменної мінтаки Шахба в південній сирійській мухафазі Ас-Сувейда.